# Exorista tesselans
Exorista tesselans là một loài ruồi trong họ Tachinidae.